# Ле Ру, Ивон
Иво́н Ле Ру (фр. Yvon Le Roux; род. 19 апреля 1960, Плуворн, Финистер, Бретань, Франция) — французский футболист, выступавший за сборную Франции на позиции защитника. Чемпион Европы 1984 года, бронзовый призёр чемпионата мира 1986 года.

## Карьера

### Клубная
Ле Ру начал играть в «Бресте», вместе с клубом дебютировал в Дивизионе 1 в сезоне 1979/80. В 1983 году его карьера продолжилась в гораздо более именитом «Монако» (выиграл кубок Франции), позже играл за «Нант» и марсельский «Олимпик», в составе которого Ле Ру в сезоне 1988/89 выиграл чемпионское звание и ещё один кубок. Завершал карьеру в «Пари Сен-Жермен».
Всего в Дивизионе 1 Ивон Ле Ру провёл 290 матчей, забил 32 гола. В еврокубках — 19 матчей, 1 гол.

### В сборной
Ивон Ле Ру выступал за сборную Франции с 1983 по 1989 год. Входил в состав французской команды на победном чемпионате Европы 1984 года. 12 июня в матче открытия, в котором французы соперничали со сборной Дании, Ле Ру на исходе первого тайма сломал ногу датскому футболисту Аллану Симонсену. Всего на чемпионате Европы Ивон Ле Ру принял участие в 3 матчах.
Перед чемпионатом мира 1986 года Ле Ру считался игроком основного состава сборной Франции, но сыграл только однажды — в матче за 3-е место, в котором французы резервным составом обыграли сборную Бельгии.
Всего за сборную Франции Ивон Ле Ру провёл 28 матчей, забил 1 мяч.

## Достижения

### Клубные
- Чемпион Франции: 1988/89
- Обладатель кубка Франции (2): 1984/85, 1988/89

### В сборной
- Чемпион Европы: 1984
- Бронзовый призёр чемпионата мира: 1986
- Обладатель Кубка Артемио Франки: 1985